# Giuseppe Brescia (politique)
Giuseppe Brescia (Bari, 3 août 1983) est un homme politique italien.

## Biographie
En 2013, il est élu député de la circonscription Pouilles pour le Mouvement 5 étoiles.